# Tour de Ski 2018/2019
Tour de Ski 2018/19 byl 13. ročník série závodů v běhu na lyžích. Zahrnoval sedm závodů během devíti dnů od 29. prosince 2018 do 6. ledna 2019. Tour de Ski je součástí Světového poháru v běhu na lyžích. V ženské kategorii se kvůli přípravě na Mistrovství světa nezúčastnila dosavadní jednička pořadí Světového poháru, Therese Johaugová. Ze stejného důvodu chyběly i Švédky Anderssonová a Kallaová (třetí a pátá v průběžném pořadí SP). Mezi muži nastoupili na Tour všichni závodníci na prvních šesti místech průběžného pořadí Světového poháru. Vítězství obhajovali Švýcar Dario Cologna a Norka Heidi Wengová. Cologna kvůli zhoršenému stavu svého astma odstoupil před startem poslední etapy, kdy mu v celkovém pořadí patřilo 12. místo s téměř čtyřminutovou ztrátou na prvního Klaeba. Wengová se od olympiády v Pchjongčchangu potýká s poklesem formy − v závěrečné etapě na Alpe Cermis byla v tomto ročníku až jedenáctá, přestože ve dvou předcházejících ročnících byla při výběhu na Alpe Cermis nejrychlejší, v celkovém pořadí skončila obhájkyně sedmá. Vítězkou se stala Ingvild Flugstad Østbergová, která již v letech 2016 a 2018 vybíhala do poslední etapy na prvním místě, ale v obou případech o vítězství ve stoupání na Alpe Cermis přišla. Tentokrát byla Østbergová nejrychlejší i v této etapě, pronásledovatelce Natalii Něprjajevové nedala šanci a svůj náskok zvýšila z 53 sekund na 2:42 minuty, čímž vytvořila rekord v ženské kategorii Tour. Mezi muži zvítězil při své premiéře na Tour Johannes Klæbo a stal se nejmladším vítězem v historii Tour de Ski. Klæbo naopak zratil v závěrečném výběhu na vrchol Alpe Cermis přes minutu z náskoku (dosáhl až 27. místa) na druhého Sergeje Usťugova a první místo uhájil o 17 sekund. Klæbo i Østbergová shodně vyhráli čtyři z celkových sedmi etap. Klæbo a Østbergová se zároveň ujali vedení v průběžném pořadí Světového poháru, dosavadní lídr Alexandr Bolšunov po pátém místu na Tour klesl ve Světovém poháru jen o jednu příčku, mezi ženami se Johaugová při neúčasti na Tour propadla až na šesté místo. Ze čtyř českých reprezentantů, kteří Tour dokončili, byla nejlepší Kateřina Razýmová na 23. místě.

## Program
Toblach:
- 29. prosince: Sprint volně (ženy i muži)
- 30. prosince: 15 km (muži) a 10 km (ženy) volně s intervalovým startem

 Val Müstair:
- 1. ledna: Sprint volně (ženy i muži)

 Oberstdorf:
- 2. ledna: 15 km (muži) a 10 km (ženy) klasicky s hromadným startem
- 3. ledna: 15 km (muži) a 10 km (ženy) volně s handicapovým startem

 Val di Fiemme:
- 5. ledna: 15 km (muži) a 10 km (ženy) klasicky s hromadným startem
- 6. ledna: 9 km (muži i ženy) stíhací závod do vrchu volně s handicapovým startem

## Výsledky
| Pořadí | Závodník               | Čas       |
| ------ | ---------------------- | --------- |
| 1      | Johannes Høsflot Klæbo | 3:07:59,4 |
| 2      | Sergej Usťugov         | +16,7     |
| 3      | Simen Hegstad Krüger   | +48,8     |
| 4      | Sjur Røthe             | +1:05,3   |
| 5      | Alexandr Bolšunov      | +1:26,6   |
| 6      | Andrej Melničenko      | +1:37,7   |
| 7      | Martin Johnsrud Sundby | +2:04,7   |
| 8      | Denis Spicov           | +2:05,9   |
| 9      | Francesco de Fabiani   | +2:18,5   |
| 10     | Andrej Larkov          | +2:34,6   |
| --     | --                     | --        |
| 39     | Petr Knop              | +11:33,9  |
| 40     | Adam Fellner           | +12:22,2  |

| Pořadí | Závodnice                   | Čas       |
| ------ | --------------------------- | --------- |
| 1      | Ingvild Flugstad Østbergová | 2:30:31,2 |
| 2      | Natalja Něprjajevová        | +2:42,0   |
| 3      | Krista Pärmäkoskiová        | +2:55,9   |
| 4      | Anastasia Sedovová          | +3:53,2   |
| 5      | Julija Bělorukovová         | +4:47,4   |
| 6      | Jessica Digginsová          | +5:13,5   |
| 7      | Heidi Wengová               | +6:49,3   |
| 8      | Masako Išidaová             | +9:16,2   |
| 9      | Kari Øyre Slindová          | +9:30,5   |
| 10     | Maria Istominová            | +9:45,0   |
| --     | --                          | --        |
| 23     | Kateřina Razýmová           | +13:24,7  |
| 28     | Sandra Schützová            | +17:16,2  |

## Etapy
| Pořadí | Závodník               | Čas     |
| ------ | ---------------------- | ------- |
| 1      | Johannes Høsflot Klæbo | 2:17,99 |
| 2      | Richard Jouve          | +0,34   |
| 3      | Lucas Chanavat         | +0,39   |
| 4      | Sindre Bjørnestad Skar | +0,76   |
| 5      | Emil Iversen           | +1,67   |
| --     | --                     | --      |
| 25     | Jan Pechoušek          |         |
| 70     | Adam Fellner           | DNQ     |
| 83     | Petr Knop              | DNQ     |

| Pořadí | Závodnice             | Čas     |
| ------ | --------------------- | ------- |
| 1      | Stina Nilssonová      | 2:36,26 |
| 2      | Ida Ingemarsdotterová | +3,00   |
| 3      | Jessica Digginsová    | +3,07   |
| 4      | Julija Bělorukovová   | +3,16   |
| 5      | Linn Sömskarová       | +3,26   |
| --     | --                    | --      |
| 26     | Tereza Beranová       |         |
| 29     | Kateřina Janatová     |         |
| 42     | Sandra Schützová      | DNQ     |
| 50     | Kateřina Razýmová     | DNQ     |

| Pořadí | Závodník               | Čas     |
| ------ | ---------------------- | ------- |
| 1      | Johannes Høsflot Klæbo | 2:17,99 |
| 2      | Richard Jouve          | +0,34   |
| 3      | Lucas Chanavat         | +0,39   |
| 4      | Sindre Bjørnestad Skar | +0,76   |
| 5      | Emil Iversen           | +1,67   |
| --     | --                     | --      |
| 25     | Jan Pechoušek          |         |
| 70     | Adam Fellner           | DNQ     |
| 83     | Petr Knop              | DNQ     |

| Pořadí | Závodnice             | Čas     |
| ------ | --------------------- | ------- |
| 1      | Stina Nilssonová      | 2:36,26 |
| 2      | Ida Ingemarsdotterová | +3,00   |
| 3      | Jessica Digginsová    | +3,07   |
| 4      | Julija Bělorukovová   | +3,16   |
| 5      | Linn Sömskarová       | +3,26   |
| --     | --                    | --      |
| 26     | Tereza Beranová       |         |
| 29     | Kateřina Janatová     |         |
| 42     | Sandra Schützová      | DNQ     |
| 50     | Kateřina Razýmová     | DNQ     |

| Pořadí | Závodník             | Čas     |
| ------ | -------------------- | ------- |
| 1      | Sergej Usťugov       | 30:34,1 |
| 2      | Simen Hegstad Krüger | +12,2   |
| 3      | Alexandr Bolšunov    | +21,9   |
| 4      | Andrej Melničenko    | +27,4   |
| 5      | Didrik Tønseth       | +28,0   |
| --     | --                   | --      |
| 58     | Petr Knop            | +2:02,8 |
| 66     | Adam Fellner         | +2:19,1 |

| Pořadí | Závodnice                   | Čas     |
| ------ | --------------------------- | ------- |
| 1      | Natalja Něprjajevová        | 23:19,9 |
| 2      | Ingvild Flugstad Østbergová | +0,3    |
| 3      | Anastasia Sedovová          | +10,9   |
| 4      | Krista Pärmäkoskiová        | +17,4   |
| 5      | Heidi Wengová               | +21,2   |
| --     | --                          | --      |
| 34     | Sandra Schützová            | +1:43,3 |
| 41     | Kateřina Razýmová           | +1:57,7 |

| Pořadí | Závodník             | Čas     |
| ------ | -------------------- | ------- |
| 1      | Sergej Usťugov       | 30:34,1 |
| 2      | Simen Hegstad Krüger | +12,2   |
| 3      | Alexandr Bolšunov    | +21,9   |
| 4      | Andrej Melničenko    | +27,4   |
| 5      | Didrik Tønseth       | +28,0   |
| --     | --                   | --      |
| 58     | Petr Knop            | +2:02,8 |
| 66     | Adam Fellner         | +2:19,1 |

| Pořadí | Závodnice                   | Čas     |
| ------ | --------------------------- | ------- |
| 1      | Natalja Něprjajevová        | 23:19,9 |
| 2      | Ingvild Flugstad Østbergová | +0,3    |
| 3      | Anastasia Sedovová          | +10,9   |
| 4      | Krista Pärmäkoskiová        | +17,4   |
| 5      | Heidi Wengová               | +21,2   |
| --     | --                          | --      |
| 34     | Sandra Schützová            | +1:43,3 |
| 41     | Kateřina Razýmová           | +1:57,7 |

| Pořadí | Závodník               | Čas     |
| ------ | ---------------------- | ------- |
| 1      | Johannes Høsflot Klæbo | 3:03,78 |
| 2      | Federico Pellegrino    | +2,35   |
| 3      | Sergej Usťugov         | +3,07   |
| 4      | Richard Jouve          | +3,08   |
| 5      | Emil Iversen           | +3,61   |
| --     | --                     | --      |
| 78     | Adam Fellner           | DNQ     |
| 82     | Petr Knop              | DNQ     |

| Pořadí | Závodnice                    | Čas     |
| ------ | ---------------------------- | ------- |
| 1      | Stina Nilssonová             | 3:31,91 |
| 2      | Sophie Caldwellová           | +2,27   |
| 3      | Jessica Digginsová           | +2,27   |
| 4      | Ingvild Flugstad Østbergová  | +3,54   |
| 5      | Maiken Caspersenová Fallaová | +4,58   |
| --     | --                           | --      |
| 40     | Sandra Schützová             | DNQ     |
| 52     | Kateřina Razýmová            | DNQ     |

| Pořadí | Závodník               | Čas     |
| ------ | ---------------------- | ------- |
| 1      | Johannes Høsflot Klæbo | 3:03,78 |
| 2      | Federico Pellegrino    | +2,35   |
| 3      | Sergej Usťugov         | +3,07   |
| 4      | Richard Jouve          | +3,08   |
| 5      | Emil Iversen           | +3,61   |
| --     | --                     | --      |
| 78     | Adam Fellner           | DNQ     |
| 82     | Petr Knop              | DNQ     |

| Pořadí | Závodnice                    | Čas     |
| ------ | ---------------------------- | ------- |
| 1      | Stina Nilssonová             | 3:31,91 |
| 2      | Sophie Caldwellová           | +2,27   |
| 3      | Jessica Digginsová           | +2,27   |
| 4      | Ingvild Flugstad Østbergová  | +3,54   |
| 5      | Maiken Caspersenová Fallaová | +4,58   |
| --     | --                           | --      |
| 40     | Sandra Schützová             | DNQ     |
| 52     | Kateřina Razýmová            | DNQ     |

| Pořadí | Závodník             | Čas     |
| ------ | -------------------- | ------- |
| 1      | Emil Iversen         | 45:30,3 |
| 2      | Francesco De Fabiani | +0,9    |
| 3      | Sergej Usťugov       | +2,0    |
| 4      | Sjur Røthe           | +2,1    |
| 5      | Calle Halfvarsson    | +3,2    |
| --     | --                   | --      |
| 54     | Adam Fellner         | +33,1   |
| 60     | Petr Knop            | +46,3   |

| Pořadí | Závodnice                   | Čas     |
| ------ | --------------------------- | ------- |
| 1      | Ingvild Flugstad Østbergová | 32:08,9 |
| 2      | Natalja Něprjajevová        | +0,1    |
| 3      | Anastasia Sedovová          | +5,3    |
| 4      | Astrid Jacobsenová          | +12,9   |
| 5      | Krista Pärmäkoskiová        | +15,9   |
| --     | --                          | --      |
| 26     | Kateřina Razýmová           | +1:47,8 |
| 42     | Sandra Schützová            | +3:36,6 |

| Pořadí | Závodník             | Čas     |
| ------ | -------------------- | ------- |
| 1      | Emil Iversen         | 45:30,3 |
| 2      | Francesco De Fabiani | +0,9    |
| 3      | Sergej Usťugov       | +2,0    |
| 4      | Sjur Røthe           | +2,1    |
| 5      | Calle Halfvarsson    | +3,2    |
| --     | --                   | --      |
| 54     | Adam Fellner         | +33,1   |
| 60     | Petr Knop            | +46,3   |

| Pořadí | Závodnice                   | Čas     |
| ------ | --------------------------- | ------- |
| 1      | Ingvild Flugstad Østbergová | 32:08,9 |
| 2      | Natalja Něprjajevová        | +0,1    |
| 3      | Anastasia Sedovová          | +5,3    |
| 4      | Astrid Jacobsenová          | +12,9   |
| 5      | Krista Pärmäkoskiová        | +15,9   |
| --     | --                          | --      |
| 26     | Kateřina Razýmová           | +1:47,8 |
| 42     | Sandra Schützová            | +3:36,6 |

| Pořadí | Závodník               | Čas     |
| ------ | ---------------------- | ------- |
| 1      | Johannes Høsflot Klæbo | 35:07,5 |
| 2      | Sergej Usťugov         | +0,4    |
| 3      | Alexandr Bolšunov      | +1:08,2 |
| 4      | Sindre Bjørnestad Skar | +1:41,5 |
| 5      | Simen Hegstad Krüger   | +1:42,5 |
| --     | --                     | --      |
| 50     | Petr Knop              | +6:04,9 |
| 51     | Adam Fellner           | +6:17,3 |

| Pořadí | Závodnice                   | Čas     |
| ------ | --------------------------- | ------- |
| 1      | Ingvild Flugstad Østbergová | 26:21,2 |
| 2      | Natalja Něprjajevová        | +30,4   |
| 3      | Jessica Digginsová          | +1:12,6 |
| 4      | Julija Bělorukovová         | +1:12,7 |
| 5      | Krista Pärmäkoskiová        | +1:23,6 |
| --     | --                          | --      |
| 29     | Kateřina Razýmová           | +7:19,7 |
| 36     | Sandra Schützová            | +9:04,5 |

| Pořadí | Závodník               | Čas     |
| ------ | ---------------------- | ------- |
| 1      | Johannes Høsflot Klæbo | 35:07,5 |
| 2      | Sergej Usťugov         | +0,4    |
| 3      | Alexandr Bolšunov      | +1:08,2 |
| 4      | Sindre Bjørnestad Skar | +1:41,5 |
| 5      | Simen Hegstad Krüger   | +1:42,5 |
| --     | --                     | --      |
| 50     | Petr Knop              | +6:04,9 |
| 51     | Adam Fellner           | +6:17,3 |

| Pořadí | Závodnice                   | Čas     |
| ------ | --------------------------- | ------- |
| 1      | Ingvild Flugstad Østbergová | 26:21,2 |
| 2      | Natalja Něprjajevová        | +30,4   |
| 3      | Jessica Digginsová          | +1:12,6 |
| 4      | Julija Bělorukovová         | +1:12,7 |
| 5      | Krista Pärmäkoskiová        | +1:23,6 |
| --     | --                          | --      |
| 29     | Kateřina Razýmová           | +7:19,7 |
| 36     | Sandra Schützová            | +9:04,5 |

| Pořadí | Závodník               | Čas     |
| ------ | ---------------------- | ------- |
| 1      | Johannes Høsflot Klæbo | 35:07,5 |
| 2      | Francesco De Fabiani   | +0,6    |
| 3      | Alexandr Bolšunov      | +2,6    |
| 4      | Andrej Larkov          | +3,4    |
| 5      | Maxim Vylegžanin       | +4,6    |
| --     | --                     | --      |
| 39     | Adam Fellner           | +3:27,5 |
| 40     | Petr Knop              | +3:35,3 |

| Pořadí | Závodnice                   | Čas     |
| ------ | --------------------------- | ------- |
| 1      | Ingvild Flugstad Østbergová | 29:34,4 |
| 2      | Natalja Něprjajevová        | +10,0   |
| 3      | Anastasia Sedovová          | +10,8   |
| 4      | Krista Pärmäkoskiová        | +12,5   |
| 5      | Julija Bělorukovová         | +39,7   |
| --     | --                          | --      |
| 19     | Kateřina Razýmová           | +2:16,8 |
| 29     | Sandra Schützová            | +3:47,2 |

| Pořadí | Závodník               | Čas     |
| ------ | ---------------------- | ------- |
| 1      | Johannes Høsflot Klæbo | 35:07,5 |
| 2      | Francesco De Fabiani   | +0,6    |
| 3      | Alexandr Bolšunov      | +2,6    |
| 4      | Andrej Larkov          | +3,4    |
| 5      | Maxim Vylegžanin       | +4,6    |
| --     | --                     | --      |
| 39     | Adam Fellner           | +3:27,5 |
| 40     | Petr Knop              | +3:35,3 |

| Pořadí | Závodnice                   | Čas     |
| ------ | --------------------------- | ------- |
| 1      | Ingvild Flugstad Østbergová | 29:34,4 |
| 2      | Natalja Něprjajevová        | +10,0   |
| 3      | Anastasia Sedovová          | +10,8   |
| 4      | Krista Pärmäkoskiová        | +12,5   |
| 5      | Julija Bělorukovová         | +39,7   |
| --     | --                          | --      |
| 19     | Kateřina Razýmová           | +2:16,8 |
| 29     | Sandra Schützová            | +3:47,2 |

| Pořadí | Závodník             | Čas     |
| ------ | -------------------- | ------- |
| 1      | Sjur Røthe           | 30:32,0 |
| 2      | Simen Hegstad Krüger | +1,3    |
| 3      | Andrej Melničenko    | +28,6   |
| 4      | Jules Lapierre       | +29,8   |
| 5      | Florian Notz         | +45,8   |
| --     | --                   | --      |
| 38     | Petr Knop            | +3:13,0 |
| 41     | Adam Fellner         | +3:56,7 |

| Pořadí | Závodnice                   | Čas     |
| ------ | --------------------------- | ------- |
| 1      | Ingvild Flugstad Østbergová | 35:15,0 |
| 2      | Krista Pärmäkoskiová        | +42,8   |
| 3      | Anastasia Sedovová          | +49,6   |
| 4      | Anna Nečajevskajová         | +57,2   |
| 5      | Laura Mononenová            | +1:10,9 |
| --     | --                          | --      |
| 21     | Kateřina Razýmová           | +3:03,2 |
| 24     | Sandra Schützová            | +3:39,5 |

| Pořadí | Závodník             | Čas     |
| ------ | -------------------- | ------- |
| 1      | Sjur Røthe           | 30:32,0 |
| 2      | Simen Hegstad Krüger | +1,3    |
| 3      | Andrej Melničenko    | +28,6   |
| 4      | Jules Lapierre       | +29,8   |
| 5      | Florian Notz         | +45,8   |
| --     | --                   | --      |
| 38     | Petr Knop            | +3:13,0 |
| 41     | Adam Fellner         | +3:56,7 |

| Pořadí | Závodnice                   | Čas     |
| ------ | --------------------------- | ------- |
| 1      | Ingvild Flugstad Østbergová | 35:15,0 |
| 2      | Krista Pärmäkoskiová        | +42,8   |
| 3      | Anastasia Sedovová          | +49,6   |
| 4      | Anna Nečajevskajová         | +57,2   |
| 5      | Laura Mononenová            | +1:10,9 |
| --     | --                          | --      |
| 21     | Kateřina Razýmová           | +3:03,2 |
| 24     | Sandra Schützová            | +3:39,5 |